# 江萨早熟禾
江萨早熟禾（学名：Poa jaunsarensis）为禾本科早熟禾属下的一个种。